# UDP-ガラクトピラノースムターゼ
UDP-ガラクトピラノースムターゼ(UDP-galactopyranose mutase、EC 5.4.99.9)は、以下の化学反応を触媒する酵素である。
UDP-D-ガラクトピラノース {\displaystyle \rightleftharpoons } UDP-D-ガラクト-1,4-フラノース
従って、この酵素の基質はUDP-ガラクトピラノース、生成物はUDP-ガラクト-1,4-フラノースである。
この酵素は異性化酵素、特にその他の基を移す分子内転位酵素に分類される。系統名は、UDP-D-ガラクトピラノース フラノムターゼ(UDP-D-galactopyranose furanomutase)である。

## 構造
2007年末時点で、5つの構造が解明されている。蛋白質構造データバンクのコードは、1I8T、1V0J、1WAM、2BI7、2BI8である。